# Sue Kiel
Pour les articles homonymes, voir Kiel (homonymie).
Sue Kiel, née le 15 mars 1950, est une actrice américaine.

## Filmographie
- 1984 : Repo Man : Ms. Magruder
- 1985 : L'Agence tous risques (série TV) : Salina (saison 3, épisode 19)
- 1985 : Chaleur rouge (Red Heat) : Hedda
- 1985 : MacGyver (série TV) : Reena (saison 1, épisode 3)
- 1986 : Le Clochard de Beverly Hills : Roxanne Philabosen
- 1986 : Cagney et Lacey (série TV) : Kathy Wade
- 1987 : Survivor : The Woman
- 1987 : Straight to Hell : Leticia
- 1992 : Red Shoe Diaries (téléfilm)
- 1995 : Red Shoe Diaries 5: Weekend Pass (téléfilm) : Francine Sieff
- 1996 : Red Shoe Diaries 6: How I Met My Husband (téléfilm)